# 城のある風景
『城のある風景』（しろのあるふうけい、仏: Paysage au château. Vue imaginaire、英: Landscape with a Castle）は、17世紀オランダ黄金時代の巨匠レンブラント・ファン・レインが板上に油彩で制作した絵画で、画家の数少ない風景画のうちの1点である。明らかに未完成であるが、その反面、最初に描かれた空の部分は彩色され、完成されている。作品は、パリのルーヴル美術館に所蔵されている。
レンブラントのエッチングには、オランダの自然をあっさりと清々しく描写したものが少なくないが、彼の油彩の風景画は本作も含め構想された架空の景観を扱ったもので、雄大で劇的な効果を備えている。本作では、ローマのアウグストゥス廟を思わせる円堂にゴシック式建築が接合された架空の城が丘の上に聳えて、辺りを睥睨している。右下の一角には、大胆で近代的な筆さばきが見られる。

## 制作年
本作の制作年は、美術史家によって異っている。レイン・ファン・エイジンガ (Rein van Eysinga) は1652年、フレデリック・シュミット・デーフネル (Frederik Schmidt-Degener) は1654年、アブラハム・ブレディウスとホルスト・ヘルソン (Horst Gerson) は1640年初頭、 クルト・バウフ (Kurt Bauch) は1648年、ジャック・フカール (Jacques Foucart) は1640-1642年、クリスティアン・テュンペル (Christian Tümpel) は1640年ごろ、レオナルト・J・スラットケス (Leonard J. Slatkes) は1643–1646年としている。 ルーヴル美術館では制作年を1640-1642年ごろとしており、それが自然なように思われる。

## 来歴
作品は最初、デルフトのヘールトライト・ブラッセル  (GeertruyBrasserz) の1692年目録に『レンブラントの城』として記録されている。ブラッセルは、ヨハン・ファン・デル・カイス (Johan van der Chys) の未亡人であった。後に、作品は、ネーデルラント出身のロシアの将軍ヤン・ピーテル・ファン・スフテレン (Jan Pieter van Suchtelen）のコレクションに記録された。1859年、ファン・スフテレンの遺産相続人は、サンクトペテルブルクの パーヴェル・ストロガノフに売却した。1911年、ストロガノフは死去に際し、本作を彼のコレクションとともに姪の子供たちであったウラディミール (Vladimir) とアレクサンドラ (Aleksandra)・シュチェルバトフ (Shcherbatov) に残した。 1917年、これらの作品は国家により没収され、2人は、1920年にボルシェビキに殺害された。
遅くとも1925年までに、 本作はエルミタージュ美術館に移されたが、1932年にソ連政府により、おそらくウィルデンスタイン・アンド・カンパー (Wildenstein and Company) を通して秘密裏に売却された (ソ連政府のエルミタージュ美術品売却を参照)。1933年に、作品はおそらく、パリの収集家エティエンヌ・ニコラ (Étienne Nicolas) に売却され、1935年の彼のコレクションにはっきりと登場している。1942年に、ニコラは本作と『ティトゥス・ファン・レインの肖像』をベルリン在住の画商カルル・ハーベルシュトック (Karl Haberstock) を通して、6千万フランでアドルフ・ヒトラーに売却した。 ヒトラーは、本作をリンツに建設する予定であった「総統美術館」に収蔵することを意図していた。戦後、作品は、セントラル・コレクティング・ポイントを通してニコラに返却され、1948年、彼は作品をルーヴル美術館に寄贈した。 